# Jessica Watkins
Jessica Andrea Watkins (Gaithersburg, 14 mei 1988) is een Amerikaans ruimtevaarder en voormalig lid van het Amerikaans rugby sevensteam. Zij werd in 2017 door NASA geselecteerd om te trainen als astronaut en is in april 2022 voor het eerst de ruimte in gaan. 
Watkins maakt deel uit van NASA Astronautengroep 22, ook wel The Turtles genoemd. Deze groep van 12 astronauten begon hun training in juni 2017 en werden in januari 2020 astronaut.
Haar eerste ruimtevlucht SpaceX Crew-4 werd in april 2022 gelanceerd. Watkins was 170 dagen aan boord van het Internationaal ruimtestation ISS als onderdeel van ISS-Expeditie 67 en 68.